# Campos del Río
Campos del Río település Spanyolországban, Murciában. Campos del Río Murcia, Albudeite, Alguazas, Mula, Ricote, Ojós, Villanueva del Río Segura és Las Torres de Cotillas községekkel határos. Lakosainak száma 2151 fő (2024).

## Népesség
A település népessége az elmúlt években az alábbi módon változott:
| Lakosok száma | 2032 | 2052 | 2182 | 2210 | 2090 | 2100 | 2022 | 2028 | 2090 | 2151 |
|               | 2001 | 2004 | 2007 | 2009 | 2012 | 2014 | 2017 | 2019 | 2022 | 2024 |